# Siemion Włodzimierzowic
Siemion Włodzimierzowic (zm. jesienią 1426) – książę borowski z dynastii Rurykowiczów.
Był synem Włodzimierza Chrobrego, księcia borowsko-sierpuchowskiego i moskiewskiego, i Heleny, księżniczki litewskiej.
W 1404 poślubił Wasylissę, córkę Siemiona, księcia nowosielskiego.